# Пауль Гейзе
Па́уль Ге́йзе (або Хайзе; нім. Paul Johann Ludwig von Heyse; 15 березня 1830, Берлін — 2 квітня 1914, Мюнхен) — німецький письменник, лауреат Нобелівської премії з літератури 1910 року «за художність, ідеалізм, які він демонстрував упродовж усього свого довгого і продуктивного творчого шляху як ліричного поета, драматурга, романіста і автора відомих всьому світу новел». Він видав 24 томи новел, 6 романів, близько 60 п'єс і 9 поетичних збірок.
Разом з Е. Гейбелем, Ф. Боденштедтом, Т. Лінгом і іншими утворив так званий Мюнхенський гурток поетів-естетів, прибічників чистого мистецтва.
Звитяжний хід індустріалізму і техніцизму виразився у вульгарному матеріалізмі, що звільнив бюргерство від подальшого завойовного настання на ідеологічному фронті, що виправдовував епікурейські настрої.
Твори Гейзе пройняті еротикою, прагненням до естетизації життя. Психологія післяреволюційного бюргерства виражена в повісті «Останній кентавр», де проповідується «язичницька» насолода життям. Гейзе писав дуже багато. Деякі вірші в його ліричних збірках («Skizzenbuch» — «Книга нарисів», «Lieder und Bilder» — «Пісні і картини», 1877; «Verse aus Italien» — «Італійські вірші», 1880 та ін.), як, наприклад, «Auf den Tod eines Kindes» (На смерть дитини) або «Ueber ein Stündlein» (За годину), належать до найкращих зразків німецької лірики.
Як драматург він також був дуже продуктивний, але не мав великого успіху (трагедії — «Meleager», 1854; «Hadrian», 1865; «Hans Lange», 1886; «Colberg», 1868 і «Maria Magdala», 1899); теми узяті частиною з німецької історії, частиною з Біблії. Йому також належить ряд романів, з яких особливо великим успіхом користувалися: «Kinder der Welt» (1873; Діти століття), де зображена емансипація німецького бюргерства від колишнього песимізму, і «Im Paradiese» (1875), де описується життя мюнхенських художників-естетів. Інші романи («Ueber allen Gipfeln» — «Над усіма вершинами», 1895; «Die Geburt der Venus» — «Народження Венери», 1909 та ін.) — слабкіше.
З творів Гейзе найбільше значення для німецької літератури мають його численні новели (понад 100). Деякі з них, як «L' Arrabiada» (1853), «Andrea Delfin» (1862) або «Der Salamander» (1867), вважаються нарівні з новелами Т. Шторма і Гейзе Келлера класичними у формально-художньому відношенні.
Гейзе також відомий своїми вдалими перекладами з італійської («Italienisches Liederbuch», 1860, «Ital. Dichter seit der Mitte des 18 Jahrhunderts, 1889-1890»; 4 тт. «Ital. Volksmärchen», 1914) і іспанської («Spanisches Liederbuch», 1852). Разом з Гейзе Курцем він видав «Deutscher Novellenschatz» (Скарби німецької новели, 1870-1876, 24 тт.), «Novellen des Auslandes» (Новели інших країн) і інші. Радикальний рух натуралізму, що знову висунув соціальні питання, відносився до Гейзе негативно, як до епігона; він, у свою чергу, зображував героїв нового руху сатирично у своєму романі «Merlin» (1892). Важливі для розуміння Гейзе його спогади «Jugenderinnerungen und Bekenntnisse» (Спогади юності і визнання, 1900).